# De Zeven Provincien (lista)
De Zeven Provinciën är namnet på åtta fartyg i den nederländska marinen genom tiderna. Namnet betyder de sju provinserna, och syftar på en statsbildning som var en föregångare till dagens Nederländerna.

## 1643–1659
Det första fartyget med namnet var ett linjeskepp som var 36,2 m långt och 8,9 m brett bestyckat med 48 kanoner. Under perioden 1652 - 1653 fanns fartyget i Medelhavet och deltog bland annat i strider vid Elba och vid Livorno under det första engelsk-nederländska kriget. Fram till 1659 seglade fartyget främst i farvattnen vid Portugal och i Östersjön under amiral de Ruyter.

## 1665–1667
Det andra fartyget med namnet var ett linjeskepp med 48 kanoner. Hon deltog i det som i Nederländerna kallas Tvådagarsslaget och i Slaget vid Chatham där ett antal nederländska skepp under befäl av amiral De Ruyter brände fyra brittiska skepp och kapade Royal Charles som normalt var det brittiska flaggskeppet. Det är möjligt att De Zeven Provinciën blev allvarligt skadat i striderna eftersom fartyget fick det nya namnet St. Jan Baptista.

## 1665–1694

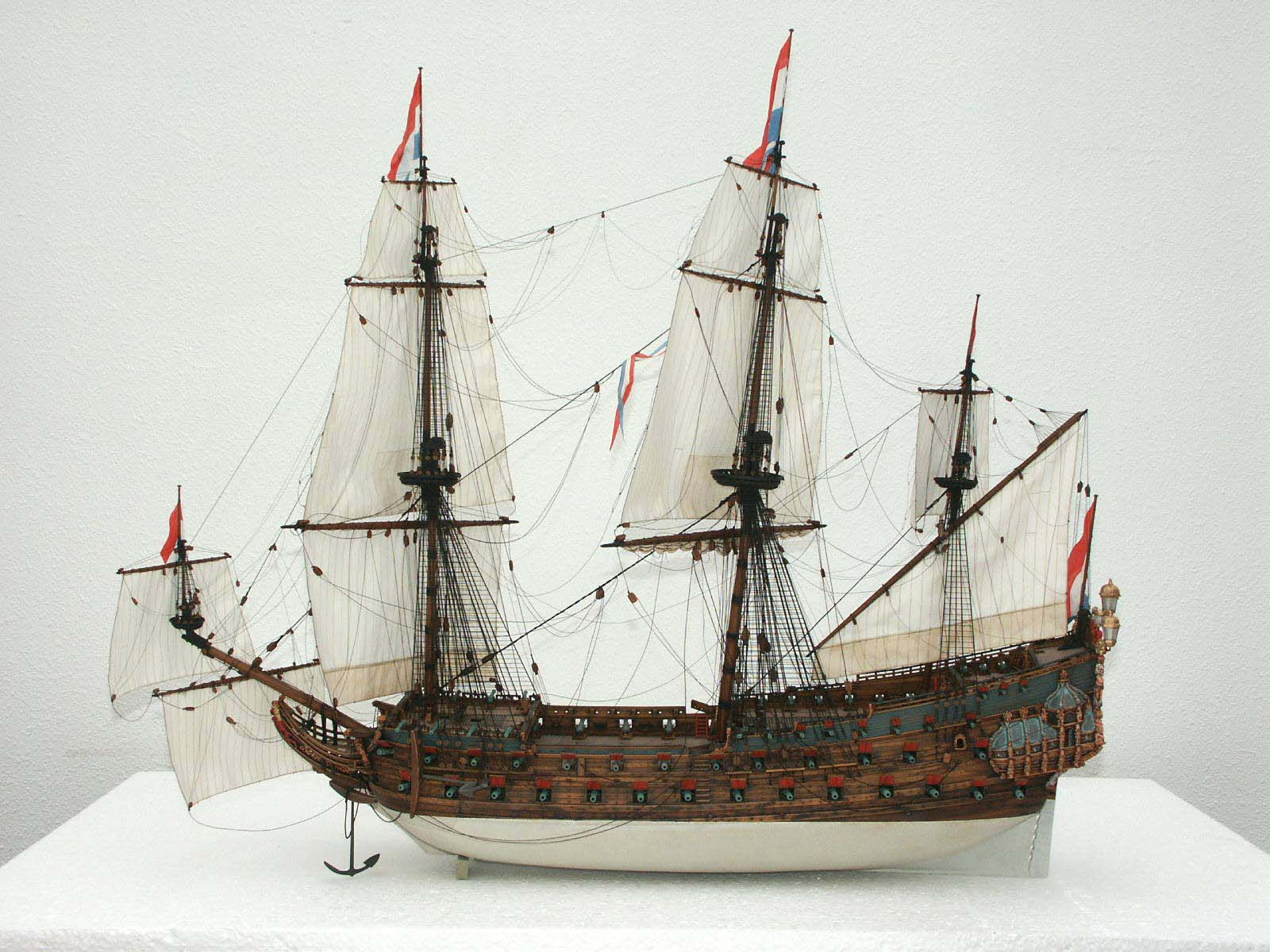
Modell av De Zeven Provinciën (1665)

Det tredje fartyget byggdes vid marinvarvet i Rotterdam och var 46,1 m långt och hade en bredd av 12,2 m. Dess deplacement var cirka 1 600 ton och hon hade en besättning som uppgick till 420 man. Skeppet som var bestyckat med 80 kanoner namngavs till De 7 Provinciën och var amiral Michiel Adriaanzoon de Ruyters flaggskepp. Efter Slaget vid Chatham deltog skeppet tillsammans med ett stort antal andra nederländska fartyg i de slag, som brukar hänföras till det tredje engelsk-nederländska kriget.
1674 sändes De Ruyter med en eskader på en expedition till Martinique för att erövra ön från fransmännen, men råkade ut för stiltje när man närmade sig det viktigaste fortet, varigenom fransmännen kunde förstärka sitt försvar. De Ruyter återvände med De 7 Provinciën till Medelhavet där han i en förenad spansk-nederländsk flotta angrep en fransk flottstyrka vid Stromboli och Agosta där han träffades i båda benen och efter en vecka avled.
Ny befälhavare blev viceamiral Jan de Braken, som senare stupade i Slaget vid Beachy Head där fartyget ingick i en kombinerad engelsk-nederländsk flotta. Något senare blev De 7 Provinciën allvarligt skadat i Slaget vid La Hogue och togs ur tjänst.

## 1694 – 1706
Ett nytt linjeskepp med en längd av 48,1 m och en bredd av 13,0 m bestyckad med 94 kanoner och en besättning som uppgick till 525 man fick namnet De Zeven Provinciën . Fartyget deltog i den engelsk-nederländska flottan som stred i Spanska tronföljdskriget bland annat i strider vid Cadiz och vid belägring av Barcelona. På grund av en grundstötning gick fartyget förlorat 1706.

## 1782 – 1794
Nästa fartyg som bar namnet var ett linjeskepp som var 50,9 m långt och 13,6 m brett.

## 1908 – 1943

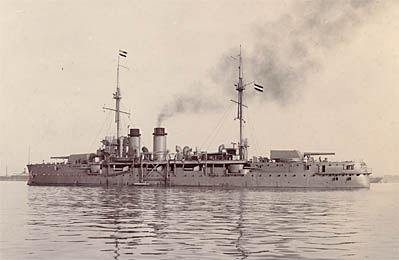
Zr.Ms. De Zeven Provinciën (1908)

Under denna tid bars namnet av ett fartyg, som kan betecknas som pansarskepp. 1933 inträffade ett uppmärksammat myteri på fartyget. Detta skepp hamnade under andra världskriget i Surabaya, Javas viktigaste hamn, då i Nederländska Indien. Där träffades fartyget av bomber från japanska flygstyrkor och sänktes.

## 1950 – 1977

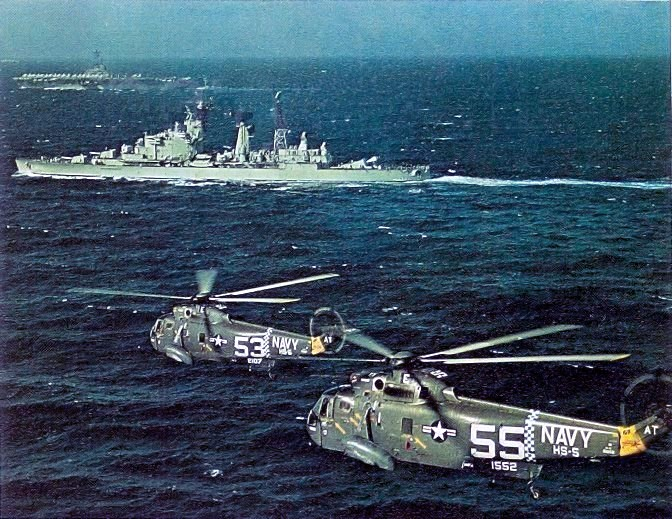
Zr.Ms. De Zeven Provinciën (1953) med det amerikanska hangarfartyget USS Essex i bakgrunden.

Strax före andra världskriget planerades bygget av två lätta kryssare, De Zeven Provinciën och De Ruyter. Under kriget låg arbetet i stort sett nere och först 1950 sjösattes de båda systerfartygen.
Fartygen 187,5 m långa och med ett deplacement på 12 250 ton och en besättning som uppgick till 940 man var beväpnade med åtta 152 mm kanoner i fyra dubbeltorn, åtta 57 mm kanoner i dubbeltorn och åtta 40 mm kanoner i öppna dubbelavettage. 1962-64 genomförs en ombyggnad av De Zeven Provinciën varvid hon försågs med luftvärnsroboten Terrier. 1975 togs fartyget ur tjänst och såldes 1977 till Peru där det under namnet Aguirre var i tjänst fram till 2000.

## 2002 -
Huvudartikel: Zr.Ms. De Zeven Provinciën (2002)

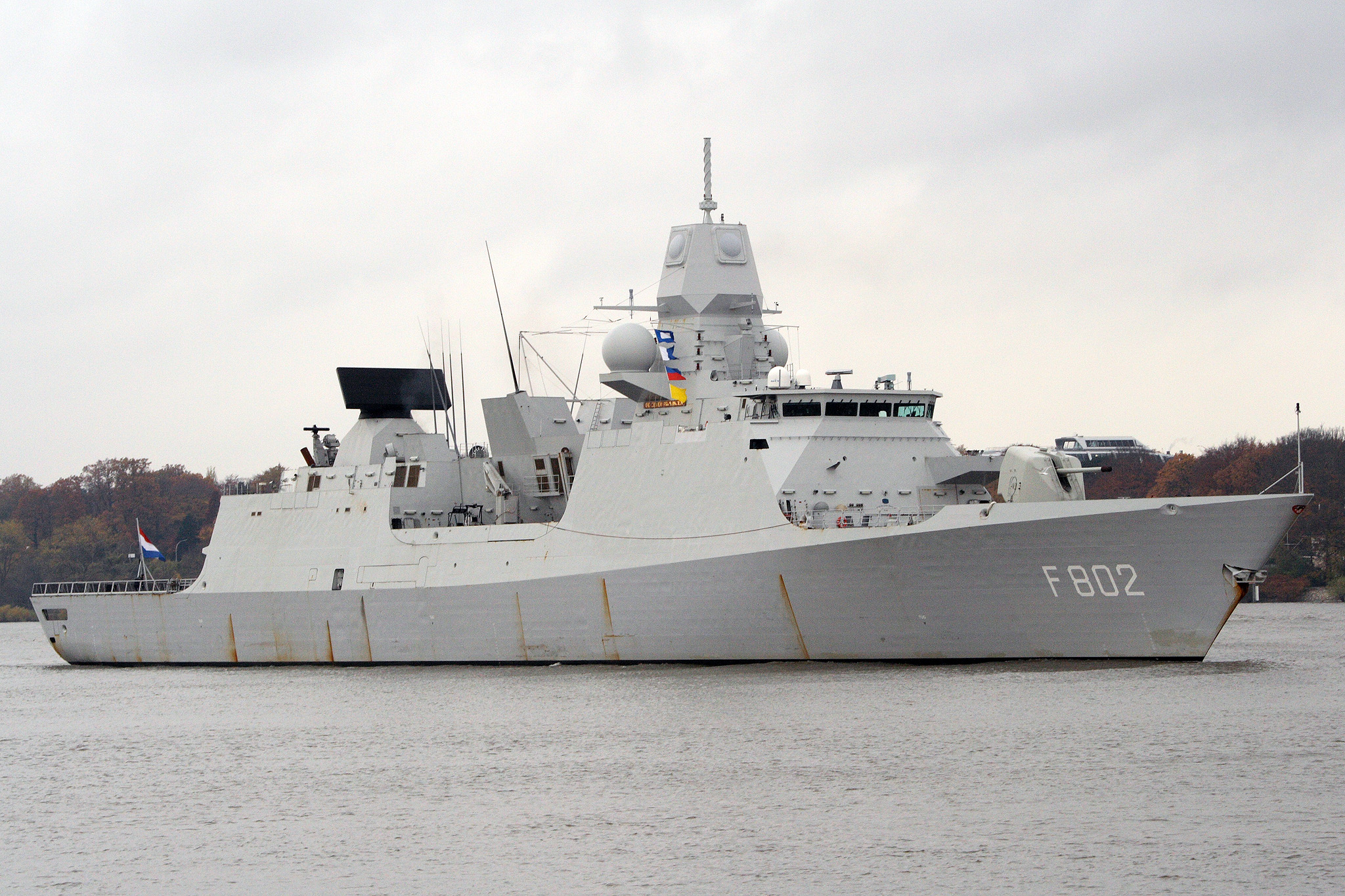
Zr.Ms. De Zeven Provinciën (2002)

Den 1 september 1998 kölsträcktes det nuvarande fartyg, som bär namnet i den nederländska marinen. Det är en luftförsvars- och kommandofregatt med ett deplacement på 6 050 ton och en längd av 144 m. Fartyget har en besättning som uppgår till 227 man och det är beväpnat med en 127 mm kanon, 2-4 12,7 mm tunga kulsprutor, 4 torpedtuber, 1-2 helikoptrar, Goalkeeper ett försvarssystem mot inkommande robotar och ett antal egna offensiva robotar (både sjömåls- och luftvärnsrobotar).